# Festival del proletariato giovanile
Il Festival del proletariato giovanile è stato un festival musicale pop organizzato in Italia dalla rivista Re Nudo dal 1971 al 1978. 

## Edizioni

### Edizione 1971 (Prati di Montalbano, Ballabio)
| 25 settembre                                                                   | 26 settembre |
| ------------------------------------------------------------------------------ | ------------ |
| Claudio Rocchi Garybaldi Pino Masi Come le foglie Drogheria Solferino Il Pacco | Stormy Six   |

Il primo festival si tenne ai prati di Montalbano nel comune di Ballabio in Valsassina vicino a Lecco con il nome di Freefolkpop festival. All'apertura dei concerti alle 13:30 erano presenti 4.000 persone ma arrivarono ad esserci tra 6.000 e 10.000 persone, l'ingresso era gratuito ed era prevista all'interno una mensa con tutto a 100 lire. Nonostante la grande affluenza non ci furono incidenti, ci furono tre arresti per detenzione e spaccio di stupefacenti e cinque fermi per possesso di sostanze eccitanti.

### Edizione 1972 (Riva sinistra del Po, Zerbo)
| 17 giugno | 18 giugno                                                      |
| --- | -------------------------------------------------------------- |
| Amon Düül Analogy Banco del Mutuo Soccorso Capsicum Red Come le foglie Comma 22 Garybaldi Francesco Guccini Il Pacco Jumbo Giovanna Marini Nuova Idea Opium Paolo Pietrangeli Premiata Forneria Marconi Claudio Rocchi Stormy Six I Top 4 Via Brera Era di Acquario | Analogy Alberto Camerini Come le foglie Eugenio Finardi Nagual |

L'edizione del 1972 si svolse dal 16 al 18 giugno 1972 sulla riva sinistra del Po nei pressi del comune di Zerbo in provincia di Pavia, i concerti incominciarono la sera del 17 e si conclusero alle quattro del mattina del 18 giugno e parteciparono 30.000 giovani.
Non ci furono incidenti ma le autorità disposero un servizio di sorveglianza di 200 tra carabinieri e agenti di pubblica sicurezza del nucleo antidroga.

### Edizione 1973 (Alpe del Viceré, Albavilla)
| 15 giugno             | 16 giugno | 17 giugno |
| --------------------- | --- | --- |
| La Comune di Dario Fo | Yu Kung Massimo Villa Stormy Six Simon Luca & L'Enorme Maria Claudio Rocchi Giovanni Marcorati Mario Di Leo Latte e Miele Duello Madre Ivan Della Mea Lucio Dalla Come le foglie Alberto Ciarchi Alberto Camerini Donatella Bardi Mario Barbaja | Ultima Cena Supermarket Nuova Idea Claudio Fucci Drogheria di Solferino Dedalus Claes Cornelius Franco Battiato Atomic Rooster Area Aktuala Acqua Fragile |

L'edizione del 1973 si tenne nell'altopiano dell'Alpe del Viceré (903 m) al confine tra i comuni di Erba e Albavilla in provincia di Como. Il questore di Como era disponibile a concedere il nulla osta alla manifestazione solo con il parere favorevole del comune di Albavilla, ma il sindaco socialcomunista Giovanni Pontiggia di Albavilla si oppose ma il festival si tenne lo stesso in maniera clandestina, non c'era neanche un palco e neanche l'elettricità, solo con l'esibizione di Battiato venne allestito un palco con l'elettricità.
Nonostante la manifestazione fosse clandestina il sindaco non si oppose e non ci furono incidenti, alla manifestazione parteciparono 25.000 giovani e alcuni cittadini di Albavilla invitarono a boicottare la manifestazione.
Per i primi due giorni il festival si è trasformato in un gigantesco "be-in", cioè in un posto dove non succedeva niente di organizzato e dove invece dieci-quindicimila giovani immersi in una splendida vallata circondata da boschi e prati "stavano insieme mangiando, vivendo in modo diverso" come ha dovuto riconoscere l'inviato del Corriere della Sera. Un posto dove la musica nasceva qua e là, improvvisata da diversi gruppi spontanei che con decine di inverosimili strumenti (lattine, bongo, chitarre, flauti, bottiglie) creavano una atmosfera fantastica. All'ingresso vigilava un agguerrito servizio d'ordine, poiché il timore di uno sconsiderato intervento della polizia non è mai stato realmente eliminato. Poi sabato sera, la prima musica da un palco di fortuna. Con una amplificazione rimediata alla meglio, con un allacciamento elettrico fatto in barba alle autorità comunali hanno suonato gli Stormy Six, Mario Di Leo, Yu Kung e tutti i gruppi "acustici". Solo domenica pomeriggio, con l'arrivo di Franco Battiato e con la sua potente amplificazione si è potuto iniziare il vero e proprio popfestival con i duemila watt promessi. Due concerti di Battiato, pomeriggio e sera, poi gli Aktuala, i Supermarket, i bravissimi Dedalus di Torino reduci dal successo al Festival d'Avanguardia di Napoli e infine, a notte fonda, gli Atomic Rooster che hanno improvvisato un concerto per tutti i "superstiti".

### Edizione 1974 (Parco Lambro, Milano)
| 13 giugno               | 14 giugno | 15 giugno | 16 giugno |
| ----------------------- | --- | --- | --- |
| Stormy Six Alberomotore | Il Volo Alan Sorrenti Saint Just Rocky's Filj Perigeo Paolo & Alberto Ciarchi Marva Jan Marrow Demetrio Stratos, Juan Hidalgo & Walter Marchetti Biglietto per l'Inferno Area Acqua | Acqua Fragile Arti e Mestieri Edoardo Bennato Claudio Ciampini & Ronnie Jackson La Comune di Dario Fo Claudio Fucci MAD Pino Masi Premiata Forneria Marconi The Trip Yu Kung | Donatella Bardi Franco Battiato Angelo Branduardi Canzoniere del Lazio Loy e Altomare Jam session Il Volo Vetro Vivo |

Nel 1974 il raduno pop di Re Nudo si sposta a Milano: si tiene presso il Parco Lambro La «Festa», richiama per quattro giorni, migliaia di spettatori con una punta eccezionale del sabato, per l'esibizione della PFM. Si avvicendarono sul palco circa trenta «act», tra gruppi e solisti: nomi celebri come Perigeo, Alan Sorrenti, Area, Premiata Forneria Marconi, Battiato, attorniati da altri già parzialmente affermati (Acqua Fragile, Biglietto per l'inferno, Rocky's Filj, The Trip, Loy & Altomare, Il Volo, Donatella Bardi, Stormy Six, Angelo Branduardi) e da molti ancora sconosciuti al grosso pubblico. Tra questi ultimi da segnalare le apparizioni dell'innovativo gruppo VetroVivo, del Canzoniere del Lazio, dei gruppo La Comune (con il suo spettacolo di musica e immagini), dei MAD (formazione legata alle esperienze degli Aktuala) e soprattutto degli Arti e mestieri, un sestetto torinese guidato dall'ex Trip Furio Chirico, che ha saputo suscitare l'interesse della critica e l'entusiasmo del pubblico.
Furono presentati vari interessanti audiovisivi a cura del Comitato Vietnam e dello stesso Re Nudo ed inoltre un coraggioso esperimento: venerdì 14, un'ora di musica contemporanea proposta da tre esecutori, Demetrio Stratos degli Area, Juan Hidalgo e Walter Marchetti, a quasi 20.000 spettatori. Da segnalare ancora una jam-session tra componenti della Premiata (Pagani e Di Cioccio), del Volo (Radius e Tempera) e degli Area (Stratos, Capiozzo e Tavolazzi), nel pomeriggio di domenica.

### Edizione 1975 (Parco Lambro, Milano)
| 29 maggio | 30 maggio | 31 maggio                                                                            | 1 giugno                                          | 2 giugno |
| --- | --- | ------------------------------------------------------------------------------------ | ------------------------------------------------- | --- |
| Stormy Six Mr. X Freedom Ivan Della Mea & Paolo Ciarchi Hasta Cuando Claudio Fucci Lucio Dalla Angelo Branduardi Arti e Mestieri Area Acqua | Massimo Villa Lorenzo Vassallo Stradina & Le Panchine Claudio Rocchi Orchestra I Dischi del Sole Massimo Villa & Alberto Camerini Libra Eugenio Finardi Francesco De Gregori Alberto Camerini Acqua Fragile | Lorenzo Vassallo Uxa R.I.P. Mary Pompa Ivan Cattaneo Edoardo Bennato Franco Battiato | Agorà Donatello Jenny Sorrenti Toni Verde Yu Kung | Antonello Venditti Premiata Forneria Marconi Napoli Centrale Jumbo Giorgio Gaber Tony Esposito La Comune di Dario Fo Collettivo Femminista Bolognese Giancarlo Cardini Canzoniere del Lazio |

Nel 1975 a partire dal 29 maggio la quinta edizione vede la partecipazione, tra gli altri, di Area, Stormy Six, Claudio Rocchi, Pino Masi, Lucio Dalla, Francesco De Gregori, Eugenio Finardi, Edoardo Bennato, Franco Battiato, Antonello Venditti, Giorgio Gaber, Yu Kung.

### Edizione 1976 (Parco Lambro, Milano)
| 26 giugno | 27 giugno                                                                     | 28 giugno                                                                                            | 29 giugno |
| --- | ----------------------------------------------------------------------------- | --- | --- |
| Gianfranco Manfredi Ricky Gianco Eugenio Finardi Taberna Mylaensis Gruppo Operaio 'E Zezi Nacchere Rosse Carrozzone Napoli Centrale (annullato) | Paolo Castaldi Veronique Chalot Patricia López Agorà Lyonesse Napoli Centrale | Strana Officina Pino Masi Jumbo Don Cherry Canzoniere del Lazio Danielle Cambio Roberto Cacciapaglia | Sensations' Fix Jerry Rubin Claudio Rocchi Pepe Maina Carrozzone Tony Esposito Alberto Camerini Bambi Melodies Area |

1976: festa del proletariato giovanile al Parco Lambro

Nel 1976, dal 26-29 giugno, nuovamente al Parco Lambro, si tiene la sesta e ultima, travagliata edizione del Festival del proletariato giovanile, cui partecipano più di quattrocentomila persone. Il festival è segnato da problemi di ordine pubblico con saccheggi e scontri interni al movimento, è l'ultima edizione della rassegna organizzata da Re Nudo, con la partecipazione degli Area, di Gianfranco Manfredi, Eugenio Finardi, Ricky Gianco e Alberto Camerini. Il manifesto della festa indica tra gli organizzatori: i circoli del proletariato giovanile, i collettivi autonomi di quartiere, il Partito Radicale, Lotta Continua, Rivista Anarchica, IV Internazionale, Umanità Nova, la radio libera Canale 96, la cooperativa Il pane e le rose. 
I giovani potevano parteciparvi con una tessera dal costo complessivo di 1.000 lire per i quattro giorni. Il 30 giugno un articolo apparso su Lotta Continua commentava negativamente il risultato:"un incontro che poteva e doveva essere momento di scontro - non fisico ma politico - di analisi e di organizzazione" è divenuto "una sarabanda di gente diffidente, nervosa e impaurita". Nel numero di Re Nudo del settembre successivo l'esito era così commentato: "Non ci potevano essere le condizioni per coinvolgere 100.000 persone in una proposta creativa. Era inevitabile che emergesse in modo netto la miseria della realtà quotidiana che tutti portiamo dentro".
Il festival nel numero 42 di Re Nudo del giugno 1976 era promesso come "L'elemento principale di questa festa sarà costituito dall'enorme spazio libero che verrà utilizzato per momenti collettivi (balli e sballi, massaggi, discussioni, mostre e comunicazioni fisiche e mentali alternative ecc.)", ma l'organizzazione del festival vendeva il cibo a caro prezzo, il comune di Milano non concesse l'utilizzo di acqua e elettricità quindi mancavano anche i servizi igienici, tutto all'interno del festival era a pagamento, dall'ingresso al permesso di fotografare e filmare, anche installare stand era a pagamento; provocatoriamente un gruppo di femministe reagì mettendo i baci in vendita a 1.000 lire, lo stand del FUORI (Fronte Unitario Omosessuale Rivoluzionario Italiano) venne distrutto, le femministe furono picchiate, la Polizia poi entrò all'interno con lacrimogeni e gli spacciatori di eroina presenti all'interno furono buttati fuori con "processi popolari", il servizio d'ordine gestito da Lotta Continua venne definito "poliziesco". Fu assalito un camion frigorifero Motta con 5.000 polli congelati, lanciati nei fossi e lasciati marcire perché non erano ancora scongelati.
La pioggia e l'afa furono due problemi che si aggiunsero al festival che trasformarono il Parco prima in un pantano e poi in sauna senza alcun servizio igienico; l'ultimo giorno in uno schermo venne proiettato il film musical Il fantasma del palcoscenico di Brian De Palma, le ultime performance furono una perfomance del Living Theatre e gli Area. Gli Area incominciarono suonando “Caos parte II”: e Patrizio Fariselli srotolò due cavi scoperti in mezzo al pubblico collegati al sintetizzatore di Paolo Tofani che se toccati interagivano alzavano le frequenze dello strumento e poi dopo suonarono L'Internazionale.
Il regista underground Alberto Grifi girò un filmato di 30 ore con quattro telecamere in bianco-nero e una troupe di 18 persone che rimane tuttora inedito nella sua completezza. Il 26 ottobre 2024 Rai3 nella trasmissione Fuori orario. Cose (mai) viste ne ha proposto un estratto di circa 5 ore.
Il comune aveva anche fatto prosciugare il lago all'interno del parco e non aveva fatto neanche ritirare i rifiuti nonostante avesse ricevuto 3 milioni dall'organizzazione, Andrea Valcarenghi, il direttore di Re Nudo a festival terminato disse: "Basta, questo è l'ultimo festival pop che organizzo. Se è questo che volevano l'hanno ottenuto. Ne ho abbastanza di venire accusato di mettere a ferro e a fuoco la città".
Nel giugno 2016 è stata allestita una mostra fotografica dal titolo I giorni del Parco Lambro con 250 immagine inedite del fotografo e fotogiornalista Dino Fracchia, che raccontano le ultime due edizioni della più importante manifestazione musicale e contro culturale italiana dell'epoca.

### Edizioni 1977 (Guello) e 1978 (Alpicella)
Le edizioni "clandestine" del 1977 e del 1978 si tennero in forma poco pubblicizzata a Guello vicino a Bellagio in provincia di Como e a Alpicella vicino a Varazze in provincia di Savona con cucina macrobiotica, meditazione, yoga, massaggi zen proprio come punto di rottura con i festival precedenti.

## Musica
- Eugenio Finardi scrisse la canzone "Zerbo" contenuta nell'LP Roccando rollando del 1979 sui Festival del proletariato giovanile.
- Gli Area registrarono parte dell'album live Are(A)zione del 1975 al V° Festival del proletariato giovanile dello stesso anno.
- Nel 1976 l'etichetta Laboratorio pubblicò l'LP Parco Lambro con alcune canzoni e alcuni discorsi al VI° Festival del proletariato giovanile dello stesso anno[19], l'LP è stato ristampato in CD come allegato al libro di Gianpaolo Chiriacò "Area - Musica e rivoluzione" del 2005[20].
- Il cantautore Gianfranco Manfredi nel 1977 dedicò la canzone Un tranquillo festival pop di paura[21] sul VI° Festival del proletariato giovanile del 1976.

## Film
- Angelo Rastelli, Nudi verso la follia, 1976 inedito fino al 2004.
- Alberto Grifi, Festival del proletariato giovanile al parco Lambro di Milano, 1976. URL consultato il 2 febbraio 2021.